# ناج تونيش
ناج تونيش (Mopan Maya: / nah tunit͡ʃ / «البيت الحجري، الكهف») عبارة عن سلسلة من الكهوف الطبيعية التي تعود إلى ما قبل العصر الكولومبي خارج قرية لا كومبيويرتا (La Compuerta)، على بعد حوالي 35 كم شرق بوبتيون (Poptún) في غواتيمالا. أُستخدم الموقع من قبل المايا لطقوس الحج خلال الفترة التقليدية. تُظَهِّر القطع الأثرية أنه تم الوصول إلى الكهف بشكل أساسي خلال الفترة التقليدية المبكرة مع ندرة الرواسب خلال الفترة التقليدية المتأخرة. ومع ذلك، فإن شهرة الكهف تكمن في نصوصه الهيروغليفية الطويلة المتأخرة (حوالي 600 - 900 م) بالإضافة إلى عدد كبير من المشاهد والأشكال المرسومة.
في عام 2012،أُضيفت الكهوف إلى القوائم المؤقتة كموقع تراث عالمي محتمل لليونسكو. بحلول ذلك الوقت، كان بالفعل نصب تذكاري وطني لغواتيمالا.